# Calycopsis nematomorpha
Calycopsis nematomorpha är en nässeldjursart som beskrevs av Bigelow 1913. Calycopsis nematomorpha ingår i släktet Calycopsis och familjen Bythotiaridae. Inga underarter finns listade i Catalogue of Life.